# هایسویل (آیووا)
هایسویل (به انگلیسی: Hayesville) شهری در ایالت آیووا کشور ایالات متحده آمریکا است که جمعیت آن در سرشماری سال ۲۰۱۰ میلادی، ۵۰ نفر بوده‌است.